# Antar Osmani
Antar Osmani (ar. عنتر عصماني; ur. 22 lutego 1960 w Satifie) – algierski piłkarz grający na pozycji bramkarza. W swojej karierze rozegrał 18 meczów w reprezentacji Algierii.

## Kariera klubowa
Swoją karierę piłkarską rozpoczął w klubie ES Sétif. W sezonie 1978/1979 zadebiutował w nim w pierwszej lidze algierskiej. W ES Sétif spędził niemal całą swoją karierę. Grał w nim do końca sezonu 1994/1995. Jedynie w sezonie 1985/1986 reprezentował barwy ESM Bel Abbès. Wraz z ES Sétif wywalczył mistrzostwo Algierii w sezonie 1986/1987, wicemistrzostwo w sezonie 1982/1983 oraz zdobył Puchar Algierii w sezonie 1979/1980. W sezonie 1987/1988 zdobył Afrykański Puchar Mistrzów.

## Kariera reprezentacyjna
W reprezentacji Algierii Osmani zadebiutował 10 lutego 1989 w wygranym 1:0 towarzyskim meczu z Maltą, rozegranym w Ta’ Qali. W 1990 roku został powołany do kadry na Puchar Narodów Afryki 1990. Na tym turnieju był pierwszym bramkarzem Algierii i zagrał w czterech meczach: grupowych z Nigerią (5:1) i z Wybrzeżem Kości Słoniowej (3:0), półfinałowym z Senegalem (2:1) i w finale z Nigerią (1:0). Z Algierią wywalczył mistrzostwo Afryki.
W 1992 roku Osmani był w kadrze Algierii na Puchar Narodów Afryki 1992, na którym zagrał jedynie w przegranym 0:3 grupowym meczu z Wybrzeżem Kości Słoniowej. Był to zarazem jego ostatni mecz w reprezentacji. Od 1989 do 1992 roku rozegrał w kadrze narodowej 18 meczów.